# Communauté de communes de l’Ernée
Die Communauté de communes de l’Ernée ist ein französischer Gemeindeverband mit der Rechtsform einer Communauté de communes im Département Mayenne in der Region Pays de la Loire. Sie wurde am 24. Dezember 1993 gegründet und umfasst 15 Gemeinden. Der Verwaltungssitz befindet sich im Ort Ernée.

## Mitgliedsgemeinden
| Gemeinde                          | Einwohner 1. Januar 2022 | Fläche km² | Dichte Einw./km² | Code INSEE | Postleitzahl |
| --------------------------------- | ------------------------ | ---------- | ---------------- | ---------- | ------------ |
| Andouillé                         | 2.324                    | 36,54      | 64               | 53005      | 53240        |
| Chailland                         | 1.173                    | 35,86      | 33               | 53048      | 53420        |
| Ernée                             | 5.511                    | 36,53      | 151              | 53096      | 53500        |
| Juvigné                           | 1.332                    | 62,16      | 21               | 53123      | 53380        |
| La Baconnière                     | 1.964                    | 27,36      | 72               | 53015      | 53240        |
| La Bigottière                     | 490                      | 18,40      | 27               | 53031      | 53240        |
| La Croixille                      | 633                      | 19,91      | 32               | 53086      | 53380        |
| La Pellerine                      | 296                      | 8,18       | 36               | 53177      | 53220        |
| Larchamp                          | 1.012                    | 40,17      | 25               | 53126      | 53220        |
| Montenay                          | 1.307                    | 37,20      | 35               | 53155      | 53500        |
| Saint-Denis-de-Gastines           | 1.440                    | 48,01      | 30               | 53211      | 53500        |
| Saint-Germain-le-Guillaume        | 513                      | 13,23      | 39               | 53225      | 53240        |
| Saint-Hilaire-du-Maine            | 808                      | 31,06      | 26               | 53226      | 53380        |
| Saint-Pierre-des-Landes           | 927                      | 40,90      | 23               | 53245      | 53500        |
| Vautorte                          | 612                      | 23,64      | 26               | 53269      | 53500        |
| Communauté de communes de l’Ernée | 20.342                   | 479,15     | 42               | –          | –            |